# Ocean One (robot)
Ocean One est un prototype de ROV qui a une forme de demi-robot humanoïde (pas de bassin ni jambes). En 2021, il subit plusieurs transformations techniques visant à le rendre utilisable à plus grande profondeur. Son aspect extérieur évolue et il porte désormais le nom d'Ocean Onek,,, la lettre k à la fin du nom faisant référence à son immersion maximale (1 km).
Il a été développé au sein du Stanford Robotics Laboratory, par l'équipe dirigée par le Professeur Oussama Khatib de l'Université Stanford. Équipé de nombreux capteurs et contrôlable à distance, il permet de restituer les sensations tactiles d'un plongeur lorsqu'il effectue une fouille sous-marine. C'est le premier robot humanoïde au monde à avoir plongé en mer à près de 100 mètres de profondeur pour y faire un travail d'archéologie sous-marine en 2016.
Cette première plongée est réalisée sur l'épave de la Lune, en collaboration avec le Drassm et le Laboratoire d'informatique, de robotique et de microélectronique de Montpellier. La même équipe déploie le robot (version Ocean Onek) sur des épaves au large de la Corse en février 2022 et dans un canyon sous-marin à 852 mètres de profondeur à partir de l'Alfred Merlin, un nouveau navire de recherche archéologique du Drassm,.

## Historique
L'idée de construire Ocean One surgit, au début des années 2010, du besoin d'étudier des récifs de corail en mer Rouge, loin des lieux facilement accessibles aux plongeurs humains. Aucun robot sous-marin ne permet alors de plonger avec les aptitudes et la précaution nécessaires à l'étude de ces organismes fragiles. Avec le soutien financier de l'université des sciences et technologies du roi Abdallah d'Arabie saoudite (Kaust), l'équipe du Stanford Robotics Laboratory de l'université Stanford conçoit et construit un robot alliant manipulation délicate, mesure des efforts au niveau des articulations des bras et restitution haptique,.
Du 10 au 15 avril 2016, l'équipe d'Oussama Khatib de l'université Stanford collabore avec le Département des recherches archéologiques subaquatiques et sous-marines (Drassm) pour effectuer la première plongée en mer du robot Ocean One. Le projet est aussi accompagné par des chercheurs du Laboratoire d'informatique, de robotique et de microélectronique de Montpellier et par leur prototype de robot sous-marin (ROV) Leonard.
La plongée inaugurale d'Ocean One est effectuée à partir du navire de recherche archéologique français André Malraux (DRASSM), sur l'épave de la Lune, gisant depuis 1664 à 93 mètres de profondeur près de Toulon,.
C'est la première fois dans l'histoire qu'un robot humanoïde descend à une telle profondeur pour y effectuer un travail d'archéologie sous-marine.
Du 6 au 16 février 2022, l'équipe du Professeur Oussama Khatib de l'Université Stanford, le Drassm et le Laboratoire d'informatique, de robotique et de microélectronique de Montpellier accomplissent une nouvelle campagne de recherche archéologique avec la nouvelle version du robot, Ocean Onek. La campagne se déroule à bord du navire de recherche archéologique Alfred Merlin. Le robot, accompagné par deux autres robots, Hilarion et Arthur, visite plusieurs épaves. D'abord un avion P38, à 38 mètres de profondeur, près de La Ciotat. Ensuite le sous-marin français Protée, à 125 mètres de profondeur, près de La Ciotat, puis l'épave antique Aléria 1, à 334 mètres de profondeur au large de la Corse. La mission se poursuit sur l'épave du paquebot Francesco Crispi à 507 mètres, puis sur une épave d'avion Beechcraft Baron gisant à 67 mètres près de Théoule-sur-mer, et enfin à 852 mètres dans une fosse sous-marine aux environs de Cannes,,,.
En juillet 2022, une nouvelle expédition a lieu sur une épave antique, où le robot Ocean Onek peut prélever plusieurs objets sous la direction des archéologues du DRASSM. Le robot retourne sur l'épave du paquebot Francesco Crispi et introduit une perche-caméra (the boom camera) dans une fissure de la coque pour observer des rusticles, sous la supervision de biologistes,. Enfin le robot touche la coque de l'épave, ce qui a fait dire à Oussama Khatib : “I’d never experienced anything like that in my life. I can say I’m the one who touched the Crispi at 500 m. And I did – I touched it, I felt it.” (Je n'avais jamais vécu une expérience similaire. Je peux dire que je suis celui qui a touché le Crispi à 500 mètres - Je l'ai touché, je l'ai senti).
En 2023, le robot Ocean Onek a joué au billard et effectué des manipulations d'objets variés au cours d'une plongée dans la piscine la plus profonde du monde (Deep Dive, Dubaï, Émirats Arabes Unis),.

## Description d'Ocean One

### Description et fonctionnement
Ocean One est un prototype d'engin sous-marin doté de deux bras à actionnement électrique, dont chacune des six articulations permet de mesurer les efforts. Cela permet de manipuler les objets avec précaution et de percevoir tout contact avec l'environnement. Le pilote ressent en direct les efforts au moyen d'interfaces à retour d'effort, dites interfaces haptiques. Ses mains ont des articulations élastiques et sont actionnées par des câbles. Un simulateur de main robotique (SimGrasp) a été conçu pour étudier cette main. Chaque main dispose de trois doigts. L'ensemble bras + main permet au robot de manipuler avec une grande délicatesse les objets fragiles, tels que les artefacts archéologiques ou les organismes biologiques.
Le prototype mesure 2 m de long et pèse 180 kg. L'humanoïde possède une tête et deux yeux, dans lesquels sont disposées des caméras permettant au pilote de disposer d'une vision stéréoscopique.
Dans la partie arrière sont logées le caisson principal comportant un ordinateur, des cartes électroniques d'interfaçage et une alimentation électrique. Le corps est mu par huit propulseurs à hélice (quatre horizontaux et quatre verticaux). Ces propulseurs permettent au robot de se déplacer en s'adaptant aux courants ou en évitant les obstacles qu'il détecte.
Oussama Khatib, inventeur du robot, explique qu’Ocean One fait partie d'un programme de son laboratoire cherchant à créer « des humanoïdes contrôlables à distance », capables de « se déplacer et d'effectuer des tâches dans des environnements dangereux ou sur des terrains très accidentés ».
La recherche porte ainsi sur des technologies capables de restituer les sensations tactiles, ainsi que les sollicitations mécaniques par le biais de capteurs, comme ceux installés dans les bras, lorsque le robot manipule un objet. Les informations sont envoyées à des calculateurs qui simulent à leur tour les effets des « palpations ». Ceci afin de pouvoir détecter le poids, la forme, la dureté voire la texture d'un objet dans le cas d'une opération aveugle. Le robot peut ainsi se saisir d'un objet sans l'altérer et le déposer dans la « caisse à prélèvement » spécialement créée pour l'opération,.

### Innovations
Le niveau très élevé de finesse de ses bras dextres et instrumentés, associés à un système de pilotage haptique (le système de restitution des sensations), constituent la principale innovation d'Ocean One. Le concept d'humanoïde permet par ailleurs au pilote de s'approprier très facilement les proportions de la machine et de le contrôler de façon très intuitive, sans nécessiter d'entraînement particulier au pilotage. Ainsi, un archéologue ou un biologiste peuvent reproduire à grande profondeur leurs gestes habituels, grâce à l'avatar que constitue pour eux Ocean One. En effet, le robot, téléopéré depuis la surface, n'a aucune autonomie décisionnelle et n'est que le prolongement de l'homme, là où ce dernier ne peut aller. Alimenté en permanence en énergie électrique par son ombilical, la durée d'immersion du robot n'a aucune limite,. Par ailleurs, c'est la première fois qu'un robot sous-marin peut se mouvoir avec les bras.

## Description de l'opération de 2016
L'équipage de l’André Malraux est constitué d'une vingtaine de roboticiens, d'archéologues, de techniciens et de marins.
De nombreuses autres ressources sont mobilisées, avec plusieurs plongeurs, une « caisse à prélèvements » expérimentale, ainsi que le ROV Perseo (Copetech SM) et le robot Leonard (LIRMM).
Le robot descend à 93 m de profondeur, mais ses bras remplis d'huile (équipression avec l'extérieur) auraient pu fonctionner aussi bien à plusieurs centaines de mètres d'immersion. Ses caissons électroniques, ses propulseurs et sa mousse de flottabilité sont également conçus pour des profondeurs bien plus grandes,.
L'opération a fait l'objet de nombreux articles dans la presse internationale,,,,,, et d'un documentaire.

## Description des deux opérations de 2022
En février 2022, une opération a lieu sur plusieurs épaves près de La Ciotat, Théoule-sur-mer, Aléria, Bastia et Cannes, à des profondeurs comprises entre 38 mètres et 852 mètres,. L'opération est menée en collaboration avec le ROV Arthur à partir du navire de recherche archéologique Alfred Merlin du DRASSM, en collaboration avec le LIRMM.
En juillet 2022, avec la même équipe, une deuxième opération a lieu sur une épave antique et sur l'épave du navire Francesco Crispi, à 507 mètres de profondeur,.

## Enjeux et perspectives
Pour l'université Stanford, Ocean One demeure une plate-forme expérimentale permettant de développer de nombreux concepts innovants en robotique,,.
En participant à cette opération, le DRASSM, service à compétence nationale du Ministère de la Culture, cherche à « faciliter l'exercice de sa mission d'administration et de valorisation du patrimoine sous-marin. » Il s'agit aussi de sensibiliser aux risques qu'encourent les épaves des fonds marins, à savoir la pêche industrielle par « chalut qui laboure les fonds jusqu'à 1 800 m de profondeur » ou encore les pillards, qui disposent de moyens techniques sophistiqués. Pour Michel L'Hour, directeur du service de 1996 à 2021, il y a un autre enjeu, plus scientifique : « démontrer qu'il est possible de restituer à distance, par une interface informatique, les sensations tactiles d'un plongeur en train de fouiller une épave. » Il souhaite, en créant le précédent d'Ocean One, mettre au point « une nouvelle génération de robots à même de travailler efficacement dans les abysses pour effectuer ce type de mission. » En effet, il rappelle que pour effectuer « une fouille digne de ce nom », des plongeurs sont nécessaires ; or, au-delà de 60 mètres de profondeur, c'est « en pratique inenvisageable » pour des questions de coût, de difficultés techniques et de celles de trouver des gens qualifiés.
Ces objectifs sont dans la continuité de ceux du programme « Corsaire Concept » de la même institution, qui « vise à favoriser le développement d'outils robotiques spécifiques à l'archéologie des grandes profondeurs. »
La collaboration Stanford University / DRASSM / LIRMM est toujours active en 2019 et plusieurs missions communes sont en préparation, à des profondeurs toujours croissantes.